# Пепе (футболист, 1997)
Эдуардо Габриэл Акино Коса (порт.-браз. Eduardo Gabriel Aquino Cossa; род. 24 февраля 1997, Фос-ду-Игуасу, Парана), более известный как Пепе́ (порт.-браз. Pepê) — бразильский футболист, вингер клуба «Порту».

## Клубная карьера
Уроженец Фос-ду-Игуасу, Пепе начал футбольную карьеру в академии одноименного клуба. В 2015 году дебютировал в основном составе «Фос-ду-Игуасу» в рамках бразильской Серии D.
В апреле 2016 года перешёл в клуб бразильской Серии A «Гремио». 28 мая 2017 года дебютировал в бразильской Серии A, выйдя на замену Эвертону Соаресу в матче против «Спорт Ресифи». 3 декабря 2017 года забил свой первый гол за «Гремио» в матче против «Атлетико Минейро».
В январе 2018 года продлил свой контракт с «Гремио» до 2020 года. 7 августа 2018 года дебютировал в Кубке Либертадорес в матче против аргентинского клуба «Эстудиантес». В сентябре 2018 года продлил свой контракт с клубом до 2022 года. Зимой 2021 года Пепе получил предложение от петербургского «Зенита». Российский клуб был готов заплатить за трансфер игрока 15 млн евро. Бразилец отказался участвовать в сделке, отметив, что он намерен попробовать свои силы в более сильном чемпионате.

## Карьера в сборной
В 2020 году дебютировал в составе олимпийской сборной Бразилии в рамках предолимпийского турнира КОНМЕБОЛ. 22 января забил в матче против Уругвая, 28 января — против Боливии и 31 января — против Парагвая.

## Достижения
«Гремио»
- Чемпион штата Риу-Гранди-ду-Сул (4): 2018, 2019, 2020, 2021

«Порту»
- Чемпион Португалии: 2021/22
- Обладатель Кубка Португалии (3): 2021/22, 2022/23, 2023/24
- Обладатель Суперкубка Португалии: 2022
- Обладатель Кубка португальский лиги: 2022/23